# ナイン・イン・ジ・アフターヌーン
「ナイン・イン・ジ・アフターヌーン」（Nine in the Afternoon）は、アメリカ合衆国のポップ・ロック・バンドであるパニック・アット・ザ・ディスコの楽曲。2008年1月29日にデジタル・シングルとして発売され、3月10日にCDシングルや7インチシングルとして発売された。作詞はライアン・ロスが手がけ、作曲はメンバー全員の共作。楽曲は発売前から2007年の「Reading Festival」などで演奏されていて、同年11月19日に放送されたテレビドラマ『HEROES』（第2シーズン）の第9話「父の教え」で使用された。
『ビルボード』誌のHot 100では最高位51位、Modern Rock Tracksでは最高位8位を記録。

## 制作背景
「ナイン・イン・ジ・アフターヌーン」は、アルバム『プリティ。オッド。』のために最初に制作した楽曲で、ギタリストのライアン・ロスは僕達が、また作曲活動に戻っていい時間を過ごしてる、っていう曲なんだ。最初に曲を思いつく時がどんなにエキサイティングかってことをね。新曲を持つって本当に久しぶりのことで、それをプレイするって、すごくエキサイティングなんだ。だから歌詞は基本的に、作曲がこんなにエキサイティングで、ずっと続けてるってことを歌ってるんだと説明している。
曲のタイトルはドラマーのスペンサー・スミスの発言がきっかけとなっており、フロントマンのブレンドン・ユーリーは「僕らはハイになっていて、スペンサーが『何時かわからないけど、午後9時のような気がする』って言いだした。なんとなくそれが面白いと思って20分くらい大笑いして、それがこの曲のフックになったんだ」と説明している。

## 曲の構成
ジャンルの分類について、『エレクトロニック・ミュージシャン』誌のジャニス・ブラウンは、本作を「大きなボーカルのハーモニーと壮大なストリングスとホーン・セクションで強化されたエネルギッシュなポップ・ロック」とし、『ローリング・ストーン』誌のライアン・リードはバロック・ポップ、音楽ライターの山口智男はサイケデリック・ロック、『NME』誌のトム・コニックはオルタナティヴ・ポップと見なしている。
曲のキーはB♭メジャーで、テンポは144BPM。曲中におけるユーリーの声域はG3からB♭4。

## ミュージック・ビデオ
「ナイン・イン・ジ・アフターヌーン」のミュージック・ビデオは、2008年2月10日の午後9時にMTVで初公開された。監督はシェーン・ドレイクが務めた。本作のミュージック・ビデオのコンセプトは「バンドメンバーたちとのさまざまな奇妙ながらも基本的に見覚えのある出来事」と見なされている。MTVのタマル・アニタイは、本作のミュージック・ビデオについて「ビートルズにインスパイアされたビデオ」と説明している。
本作のミュージック・ビデオは、2008年のMTV Video Music Awardsにおいて最優秀ポップビデオ賞と最優秀ポップビデオ賞の2部門にノミネートした。

## 評価
「ナイン・イン・ジ・アフタヌーン」は、2008年のティーン・チョイス・アワードでロック楽曲賞にノミネートした。
2008年に『ローリング・ストーン』誌は「The 100 Best Singles of 2008」と題したリストの第44位に本作を挙げた。2018年に『ビルボード』誌は、「史上最高のパニック!アット・ザ・ディスコの楽曲」と見なした10曲の1つとして本作を挙げた。
『PopBuzz』のジェームズ・ウィルソン＝テイラーは、2018年1月時点でパニック!アット・ザ・ディスコが発表した全71曲（カバー曲やコラボ曲を除く）を対象としたランキングで第14位に本作を選出した。
2018年に『ビルボード』誌が発表した「（評論家が選んだ）史上最高のパニック!アット・ザ・ディスコの楽曲10選」では第8位にランクインし、その中でサイケデリック期のビートルズのほかに、エレクトリック・ライト・オーケストラの「ミスター・ブルー・スカイ」やザ・ビーチ・ボーイズの『ペット・サウンズ』、ゾンビーズの『オデッセイ・アンド・オラクル』からの影響について言及されている。

## シングル収録曲
| #         | タイトル | 作詞 | 作曲・編曲 | 時間 |
| --------- | --- | ---- | ---------- | ---- |
| 1.        | 「ナイン・イン・ジ・アフターヌーン〜恋するタイミング（ラジオ・ミックス）」(Nine in the Afternoon (Radio Mix)) |      |            | 3:13 |
| 合計時間: | 合計時間: | 3:13 |            |      |

| #         | タイトル | 作詞 | 作曲・編曲 | 時間 |
| --------- | --- | ---- | ---------- | ---- |
| 1.        | 「ナイン・イン・ジ・アフターヌーン〜恋するタイミング（ラジオ・ミックス）」(Nine in the Afternoon (Radio Mix))                     |      |            | 3:16 |
| 2.        | 「ビハインド・ザ・シー（オルタネイト・ヴァージョン）」(Behind the Sea (Alternate Version))                                        |      |            | 2:27 |
| 3.        | 「ドゥ・ユー・ノウ・ワット・アイム・シーイング?（オルタネイト・ヴァージョン）」(Do You Know What I'm Seeing? (Alternate Version)) |      |            | 3:55 |
| 合計時間: | 合計時間: | 9:38 |            |      |

| #         | タイトル | 作詞 | 作曲・編曲 | 時間 |
| --------- | --- | ---- | ---------- | ---- |
| 1.        | 「ナイン・イン・ジ・アフターヌーン〜恋するタイミング（アルバム・ヴァージョン）」(Nine in the Afternoon (Album Version)) |      |            | 3:12 |
| 合計時間: | 合計時間: | 3:12 |            |      |

| #         | タイトル | 作詞 | 作曲・編曲 | 時間 |
| --------- | --- | ---- | ---------- | ---- |
| A.        | 「ナイン・イン・ジ・アフターヌーン〜恋するタイミング（アルバム・ヴァージョン）」(Nine in the Afternoon (Album Version))           |      |            | 3:15 |
| B.        | 「ドゥ・ユー・ノウ・ワット・アイム・シーイング?（オルタネイト・ヴァージョン）」(Do You Know What I'm Seeing? (Alternate Version)) |      |            | 3:55 |
| 合計時間: | 合計時間: | 7:10 |            |      |

| #         | タイトル | 作詞 | 作曲・編曲 | 時間 |
| --------- | --- | ---- | ---------- | ---- |
| A.        | 「ナイン・イン・ジ・アフターヌーン〜恋するタイミング（アルバム・ヴァージョン）」(Nine in the Afternoon (Album Version)) |      |            | 3:15 |
| B.        | 「ビハインド・ザ・シー（オルタネイト・ヴァージョン）」(Behind the Sea (Alternate Version))                              |      |            | 2:26 |
| 合計時間: | 合計時間: | 5:41 |            |      |

| #         | タイトル                                                                      | 作詞 | 作曲・編曲 | 時間 |
| --------- | ----------------------------------------------------------------------------- | ---- | ---------- | ---- |
| A.        | 「ナイン・イン・ジ・アフターヌーン〜恋するタイミング」(Nine in the Afternoon) |      |            | 3:15 |
| B.        | 「パ・ドゥ・シュヴァル」(Pas De Cheval)                                       |      |            | 2:39 |
| 合計時間: | 合計時間:                                                                     | 5:54 |            |      |

| #         | タイトル | 作詞 | 作曲・編曲 | 時間 |
| --------- | --- | ---- | ---------- | ---- |
| 1.        | 「ナイン・イン・ジ・アフターヌーン〜恋するタイミング（ラジオ・エディット）」(Nine in the Afternoon (Radio Edit)) |      |            | 2:33 |
| 2.        | 「ナイン・イン・ジ・アフターヌーン〜恋するタイミング（ラジオ・ミックス）」(Nine in the Afternoon (Radio Mix))    |      |            | 3:13 |
| 合計時間: | 合計時間: | 5:46 |            |      |

## クレジット
※出典
- ブレンドン・ユーリー – リード・ボーカル、ピアノ、作曲
- ライアン・ロス – ギター、ボーカル、作詞、作曲
- ジョン・ウォーカー – ベース、ボーカル、作曲
- スペンサー・スミス – ドラム、パーカッション、ボーカル、作曲
- ロブ・メイセス – プロデュース、オーケストラアレンジ
- サンドラ・パーク – コンサートマスター、コントラクター（ストリングス）
- ジェフ・キーヴィット – トランペット、ピッコロトランペット
- トニー・カドレック – トランペット
- アレックス・ヴァンジュール – レコーディング・エンジニア
- ピーター・コビン – ミキシング

## チャート成績
| チャート (2008年)                         | 最高位 |
| ----------------------------------------- | ------ |
| オーストラリア (ARIA)                     | 19     |
| ベルギー (Ultratip Flanders)              | 4      |
| カナダ (Canadian Hot 100)                 | 48     |
| Euro Digital Tracks (Billboard)           | 14     |
| アイルランド (IRMA)                       | 39     |
| オランダ (Single Top 100)                 | 86     |
| ニュージーランド (RMNZ)                   | 28     |
| スコットランド (Official Charts Company)  | 13     |
| Switzerland Airplay (Schweizer Hitparade) | 68     |
| UK シングルス (OCC)                       | 13     |
| US Billboard Hot 100                      | 51     |
| US Adult Pop Airplay (Billboard)          | 20     |
| US Modern Rock Tracks (Billboard)         | 8      |

## 認定
| 国/地域                                                       | 認定        | 認定/売上数 |
| ------------------------------------------------------------- | ----------- | ----------- |
| オーストラリア (ARIA)                                         | Gold        | 35,000^     |
| カナダ (Music Canada)                                         | Gold        | 40,000      |
| イギリス (BPI)                                                | Gold        | 400,000     |
| アメリカ合衆国 (RIAA)                                         | 3× Platinum | 3,000,000   |
| ^ 認定のみに基づく出荷枚数 · 認定のみに基づく売上数と再生回数 |             |             |